# Saint-Pierre-en-Val
Saint-Pierre-en-Val és un municipi francès situat al departament del Sena Marítim i a la regió de Normandia. L'any 2007 tenia 1.115 habitants.

## Demografia

### Població
El 2007 la població de fet de Saint-Pierre-en-Val era de 1.115 persones. Hi havia 396 famílies de les quals 48 eren unipersonals (12 homes vivint sols i 36 dones vivint soles), 142 parelles sense fills, 190 parelles amb fills i 16 famílies monoparentals amb fills.
La població ha evolucionat segons el següent gràfic:
Habitants censats

### Habitatges
El 2007 hi havia 415 habitatges, 401 eren l'habitatge principal de la família, 7 eren segones residències i 7 estaven desocupats. 412 eren cases i 2 eren apartaments. Dels 401 habitatges principals, 364 estaven ocupats pels seus propietaris, 35 estaven llogats i ocupats pels llogaters i 1 estava cedit a títol gratuït; 1 tenia una cambra, 8 en tenien dues, 41 en tenien tres, 120 en tenien quatre i 230 en tenien cinc o més. 346 habitatges disposaven pel capbaix d'una plaça de pàrquing. A 152 habitatges hi havia un automòbil i a 227 n'hi havia dos o més.

### Piràmide de població
La piràmide de població per edats i sexe el 2009 era:
| Homes | Edats   | Dones |
| ----- | ------- | ----- |
| 0     | 95 o +  | 0     |
| 0     | 90 a 94 | 0     |
| 0     | 85 a 89 | 4     |
| 0     | 80 a 84 | 4     |
| 0     | 75 a 79 | 16    |
| 20    | 70 a 74 | 12    |
| 12    | 65 a 69 | 16    |
| 16    | 60 a 64 | 20    |
| 40    | 55 a 59 | 24    |
| 40    | 50 a 54 | 56    |
| 48    | 45 a 49 | 28    |
| 56    | 40 a 44 | 40    |
| 32    | 35 a 39 | 40    |
| 44    | 30 a 34 | 44    |
| 24    | 25 a 29 | 20    |
| 32    | 20 a 24 | 24    |
| 56    | 15 a 19 | 36    |
| 40    | 10 a 14 | 32    |
| 36    | 5 a 9   | 40    |
| 28    | 0 a 4   | 12    |

## Economia
El 2007 la població en edat de treballar era de 750 persones, 553 eren actives i 197 eren inactives. De les 553 persones actives 498 estaven ocupades (283 homes i 215 dones) i 54 estaven aturades (17 homes i 37 dones). De les 197 persones inactives 80 estaven jubilades, 55 estaven estudiant i 62 estaven classificades com a «altres inactius».

### Ingressos
El 2009 a Saint-Pierre-en-Val hi havia 424 unitats fiscals que integraven 1.171,5 persones, la mediana anual d'ingressos fiscals per persona era de 18.750 €.

### Activitats econòmiques
Dels 21 establiments que hi havia el 2007, 1 era d'una empresa de fabricació de material elèctric, 2 d'empreses de fabricació d'altres productes industrials, 7 d'empreses de construcció, 4 d'empreses de comerç i reparació d'automòbils, 1 d'una empresa de transport, 1 d'una empresa de serveis, 4 d'entitats de l'administració pública i 1 d'una empresa classificada com a «altres activitats de serveis».
Dels 8 establiments de servei als particulars que hi havia el 2009, 1 era un taller de reparació d'automòbils i de material agrícola, 1 guixaire pintor, 1 fusteria, 3 lampisteries, 1 empresa de construcció i 1 perruqueria.
L'any 2000 a Saint-Pierre-en-Val hi havia 10 explotacions agrícoles que ocupaven un total de 308 hectàrees.

## Equipaments sanitaris i escolars
El 2009 hi havia una escola elemental.

## Poblacions més properes
El següent diagrama mostra les poblacions més properes.